# Municipio de West Republic
El municipio de West Republic (en inglés: West Republic Township) es un municipio ubicado en el condado de Greene en el estado estadounidense de Misuri. En el año 2010 tenía una población de 3949 habitantes y una densidad poblacional de 104,7 personas por km².

## Geografía
El municipio de West Republic se encuentra ubicado en las coordenadas 37°9′1″N 93°29′52″O / 37.15028, -93.49778. Según la Oficina del Censo de los Estados Unidos, el municipio tiene una superficie total de 37.72 km², de la cual 37,72 km² corresponden a tierra firme y (0 %) 0 km² es agua.

## Demografía
Según el censo de 2010, había 3949 personas residiendo en el municipio de West Republic. La densidad de población era de 104,7 hab./km². De los 3949 habitantes, el municipio de West Republic estaba compuesto por el 96,66 % blancos, el 0,53 % eran afroamericanos, el 0,48 % eran amerindios, el 0,23 % eran asiáticos, el 0,63 % eran de otras razas y el 1,47 % eran de una mezcla de razas. Del total de la población el 2,03 % eran hispanos o latinos de cualquier raza.